# Finocchio (metropolitana di Roma)
Finocchio è una stazione della linea C della metropolitana di Roma.

## Storia
La stazione nasce come parte della ferrovia Roma-Fiuggi-Alatri-Frosinone. Venne chiusa il 7 luglio 2008 a causa dei lavori di trasformazione necessari per l'inclusione del tratto terminale della Roma-Pantano nella linea C. L'apertura è avvenuta il 9 novembre 2014.

## Servizi
La stazione dispone di:
- Biglietteria automatica
- Servizi igienici

## Interscambi
- Fermata autobus ATAC